# Operation Valkyrie (film)
Operation Valkyrie er en amerikansk-tysk spændingsfilm fra 2008, instrueret af Brian Singer med Tom Cruise i hovedrollen.
Filmen er baseret på det faktiske forløb, der udspandt sig i forbindelse med attentatet på Hitler i 1944 og den efterfølgende forgæves gennemførelse af Operation Valkyrie. Cruise spiller rollen som komplottets leder Claus von Stauffenberg.
Filmen havde premiere i Danmark den 20. februar 2009.